# John Erskine (Schriftsteller)

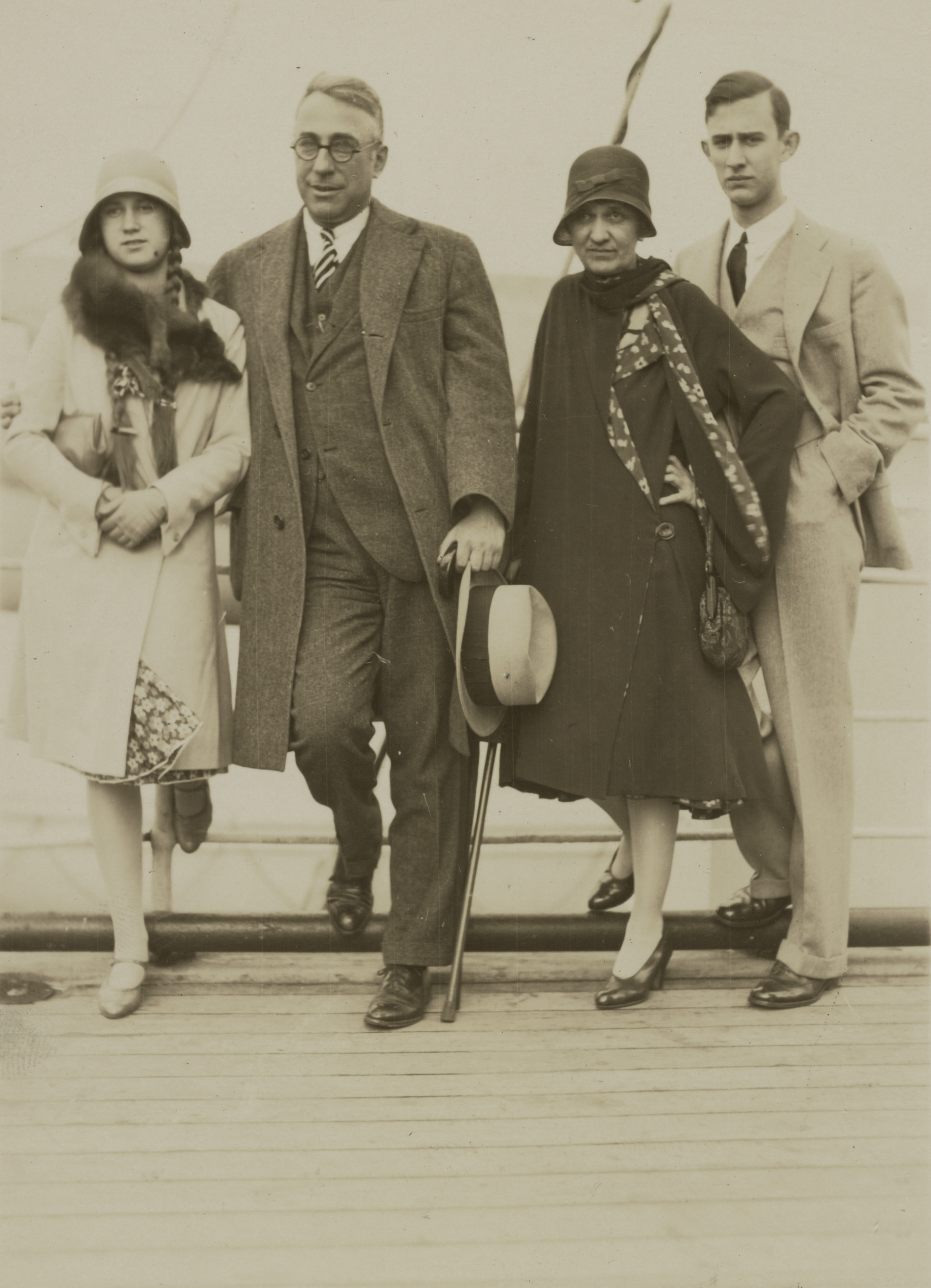
John Erskine mit Tochter Anna Erskine Crouse, Ehefrau Pauline Ives Erskine und Sohn Graham Erskine, zwischen 1930 und 1940

John Erskine (* 5. Oktober 1879 in New York; † 1. Juni 1951 ebenda) war ein US-amerikanischer Schriftsteller und Pianist. Bekanntheit erlangte er durch seine Lehrtätigkeit an der Columbia University und mit satirischen Romanen.

## Leben

### Kindheit und Jugend
John Erskine wurde am 5. Oktober 1879 in Manhattan, New York als Sohn von Eliza Jane (geb. Hollingsworth) und James Morrison Erskine geboren.
Im Alter von drei Jahren zog die gesamte Familie jedoch nach Weehawken in ein Haus in die Pleasant Avenue, welches er in seiner Autobiographie als „groß und komfortabel“ beschreibt.
Hier besaß der Vater ein Geschäft und eine kleine Fabrik, welche dieser jedoch nach finanziellen Problemen 1900 verkaufen musste und die Familie zog wieder nach New York.

### Karriere als Schriftsteller und Professor
Nach seinem Studium war Erskine zwischen 1909 und 1937 als Professor für Literatur an der Columbia University tätig.
Sein Roman-Erstling wurde 1903 unter dem Titel The Elizabethan Lyric veröffentlicht., wobei Erskine vor allem bekannte Mythen humoristisch nacherzählte, teils mit damals gewagten Titeln. Als sein bekanntestes Werk gilt der Roman The private life of Helen of Troy (dt. Ich, Helena von Troja).
Im Jahr 1946 wurde er der erste Vorsitzende der neugegründeten American Writers Association.

### Karriere als Pianist
Das Klavierspielen erlernte er bei Carl Walter, Kompositionsunterricht nahm er bei Edward MacDowell. Danach konzentrierte er sich vor allem auf seine literarische und akademische Karriere. 1923 nahm er das Klavierspielen unter Ernest Hutchinson wieder auf und spielte als Solist unter anderem mit dem New York Symphony Orchestra und dem Baltimore Civic Orchestra.
Auch war Erskine von 1928 bis 1937 Präsident der Juilliard School of Music in New York und Präsident der Juilliard Music Foundation von 1948 bis zu seinem Tod. 1920 wurde er in die American Academy of Arts and Letters und 1930 in die American Academy of Arts and Sciences gewählt. Erskine veröffentlichte auch zahlreiche Essays und andere Publikationen zu musikalischen Themen.

### Privat
John Erskine war mit Helen Erskine verheiratet, mit der er auch 1910 Written English veröffentlichte. Im New Yorker Stadtteil Bronx wurde eine Straße nach ihm benannt.

## Veröffentlichungen

### Werke
- The Elizabethan Lyric (1903)
- Selections from the Faerie Queene (1905)
- Actœon and Other Poems (1907)
- Leading American novelists (1910)
- Written English, mit Helen Erskine (1910; überarbeitete Ausgabe, 1913)
- Selections from the Idylls of the King (1912)
- The Kinds of Poetry (1913)
- Poems of Wordsworth, Shelley, and Keats, mit W. P. Trent (1914)
- The Moral Obligation to be Intelligent, and Other Essays (1915)
- The Shadowed Hour (1917)
- Democracy and Ideals (1920)
- Short history of American literature; based upon the Cambridge history of American literature (1922)
- The Little Disciple (1923)
- The Private Life of Helen of Troy (1925)
- Sonata (1925)
- Galahad (1926)
- Adam And Eve (1927)
- American Character (1927)
- Prohibition And Christianity, And Other Paradoxes (1927)
- The Delight Of Great Books (1928)
- Penelope's Man (1928)
- Sincerity (1929)
- Uncle Sam In The Eyes Of His Family (1930)
- Cinderella's Daughter, And Other Sequels And Consequences (1930)
- The Influence of Women and Its Cure (1936)
- The Brief Hour Of Francois Villon (1937)
- The Start Of The Road (1938)
- Baker's Wife (1940)
- Give me liberty; the story of an innocent bystander (1940)
- Casanova's women, eleven moments of a year (1941)
- The Human Life of Jesus (1945)
- Venus, the Lonely Goddess (1949)
- My Life in Music (1950)

### Deutschsprachige Ausgaben
- Ich, Helena von Troja, Heyne Verlag, 2000, ISBN 3-453-17331-7
- Ich, Helena von Troja, Matthes und Seitz Verlag, 1998, ISBN 3-88221-818-5
- Odysseus ganz privat, Verlag der Arche, 1959
- Das Privatleben der schönen Helena, Schweizer Spiegel Verlag, 1948
- Das kurze Glück des François Villon, Neff Verlag, 1950

## Verfilmungen
Die Werke von John Erskine wurden bislang sechsmal verfilmt. Die Bekanntesten sind:
- 1927: Das Liebesleben der schönen Helena (nur in Fragmenten erhalten)
- 1936: The President’s Mystery
- 1956: Diane – Kurtisane von Frankreich